# Dercetina subcaerulea
Dercetina subcaerulea es una especie de insecto coleóptero de la familia Chrysomelidae. Fue descrita científicamente en 1891 por Martin Jacoby.